# ワイドスター

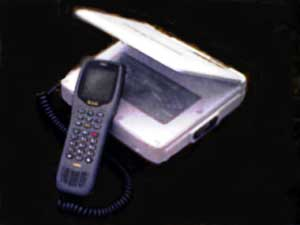
WIDESTAR DUO可搬タイプ

ワイドスターは、NTTドコモの衛星携帯電話サービスである。2025年（令和7年）の時点で運用されているのは、ワイドスターIIとワイドスターIIIである。

## 概要
1996年（平成8年）3月29日に、海岸の基地局を利用した船舶電話を置き換える目的でサービスが開始された。2011年（平成23年）12月末時点の契約数は、41,300契約である。N-STARの初号機は、1995年（平成7年）にN-STAR-aが打ち上げられた（現在は役目を終えている）。衛星通信の場合、春分点および秋分点前後に、地上局=衛星=太陽が一直線に並び、太陽雑音による通信品質の劣化が避けられないが、経度の異なる位置に2機の衛星を配置することにより、その影響を最小限にとどめている。サービス当初はN-STAR a/bの2機体勢であったが、現在は後述のN-STAR c/dの2機体制に移行している。
スカパーJSAT保有のN-STARc（2010年（平成22年）6月まではNTTドコモ保有、東経136度）とJCSAT-5A（NTTドコモにおける呼称はN-STARd、東経132度）の2機の静止衛星を用いて、日本の領海・領土・200海里水域向けのサービスとして提供しており、衛星が見通せる地点ならば、海上・陸上・空中を問わず利用可能。なお民間旅客機向けの衛星航空機電話サービスは、2004年（平成16年）3月に終了した。
赤道上空35,786kmの静止衛星から、4つのビーム（東日本ビーム・西日本ビーム・沖縄ビーム・小笠原ビーム）で、陸上と海上の通信サービスを提供している。使用している周波数は、降雨減衰に強い2.660〜2.960GHz（送信）・2.505〜2.535GHz（受信）。日本から衛星までの距離は緯度経度にも依存するが約3万6000kmであり、電磁波の速さは光速とほぼ同じ約30万km/秒であるため、往復で約7万2000km÷約30万km/秒≒約0.24秒前後の伝送の遅延が発生する。
一般にも利用される代表的なものでは、長距離フェリー（ただし最近は減少傾向にある）や高山にある売店、山小屋などに設置してあるワイドスターII簡易公衆電話がある。自衛隊、気象庁および海上保安庁職員のみが駐在している硫黄島や南鳥島でも、日本列島本局との電話回線に、ワイドスター電話が使われている。
なお、後述する後継サービスの『ワイドスターII』がサービスを開始しているため、従来のワイドスターは2011年（平成23年）9月30日をもって新規受付を終了し、2014年（平成26年）3月31日に、提供サービスを終了した。

### 災害対策用通信としての利用
大規模災害に備えて公共施設にも設置されている。地震などの大災害が発生すると、通常の電話回線は多くの通話が殺到して輻輳状態になるほか、有線通信の実態として、電話回線が損傷すると通信そのものが不可能になる。
その点、衛星電話は地上設備が比較的少なく、設備損傷のリスクが少ないと考えられるため、地方自治体・警察・消防用の緊急電話回線（一般用とは別系統の災害時優先電話ワイドスター電話端末）が設置されている。また企業でも災害対策用として導入が進んできている。しかしながら、回線数は有限であるため、極端に輻輳が発生した場合においてはPDCと同様に「しばらくお待ちください」と表示されることもある。
東北地方太平洋沖地震（東日本大震災）においては、携帯電話基地局や一般固定回線が設備の破損により使えなくなった地域の避難所などに、複数台のワイドスターが特設公衆電話として配備され利用された。
使用している周波数帯が、マイクロ波（都市雑音や電離層の影響を受けない1GHz以上で、降雨減衰の少ない10GHz以下の周波数帯）の一種であるSバンド（端末 - 衛星間）およびCバンド（衛星 - 地上局間）であるため、降雨減衰が少なく、天候による障害が起こりにくいのも特徴である。

### 電話番号体系
日本のNTTドコモが行っているサービスであるため、電話番号は携帯電話と同じく090で始まる電話番号が割り振られる。そのため発着信のダイヤル方法は、通常の携帯電話と同一である。なお陸上用（第1種衛星電話）は通常の携帯電話と同じ電話番号帯の中から割り当てられるが、第2種衛星電話の衛星船舶電話・航空機電話（廃止）・衛星航空機電話（廃止）には専用の電話番号帯がある。このうち衛星船舶電話は通話料金が通常の携帯電話と異なることから、一部のIP電話から発信することができない。
法人営業部門のあるドコモショップ等で端末の購入が可能である。また同様に、故障修理等の保守もドコモショップで可能である。代理店が運営する一部のドコモショップでは契約・解約ができない。

### 地上局
ワイドスター用の地上局は小夜戸衛星通信所（群馬県みどり市東町）と揚枝方衛星通信所（茨城県北茨城市）の2か所にある。これは片方の局が地震等で被災した際でも、もう片方の局で通信インフラを維持することができるからである。また地上局と衛星間の通信においては、Cバンド（送信 6.345〜6.425GHz、受信 4.120〜4.200GHz）を利用して通信を行っている。

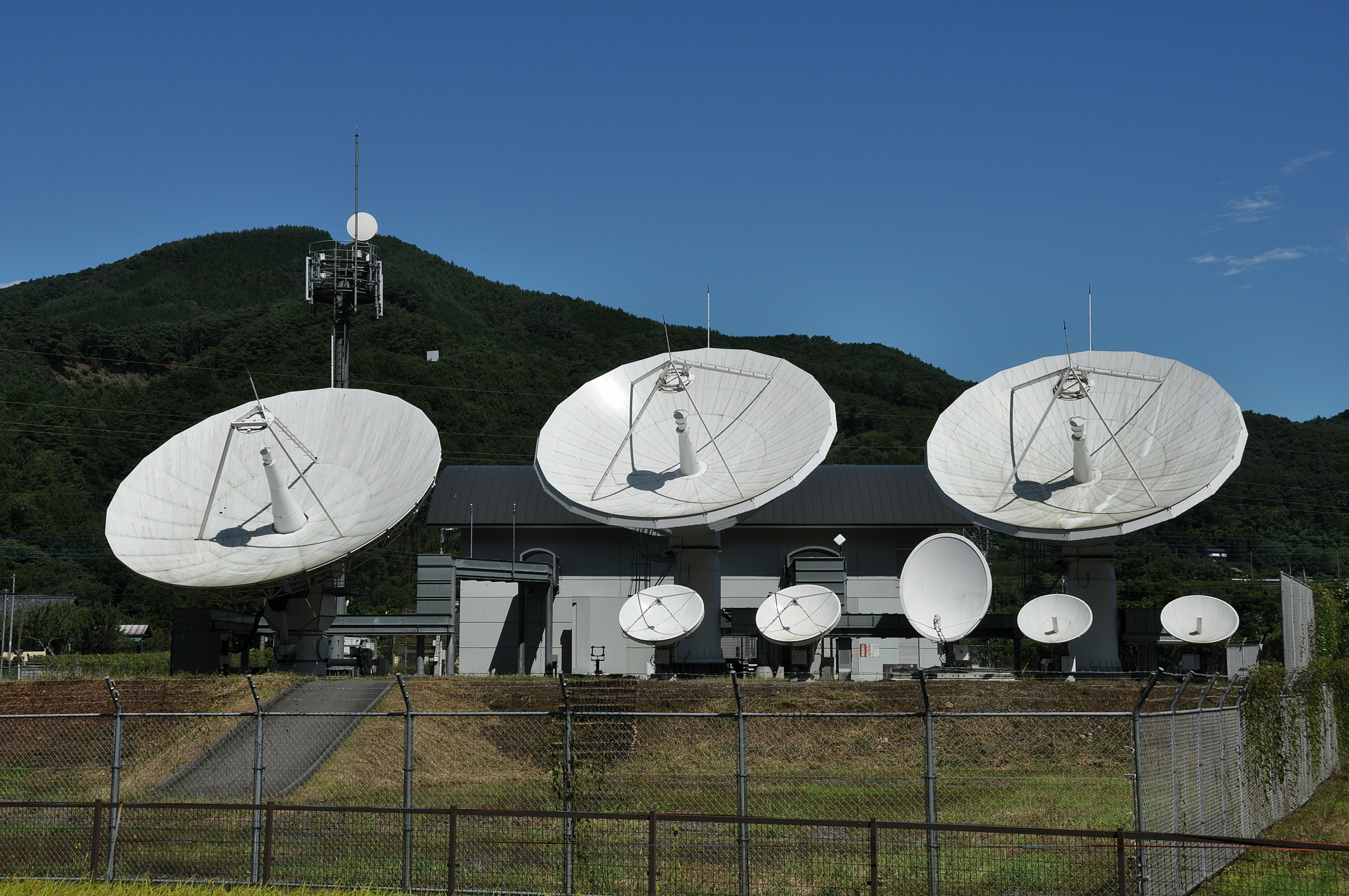
小夜戸（さやど）衛星通信所
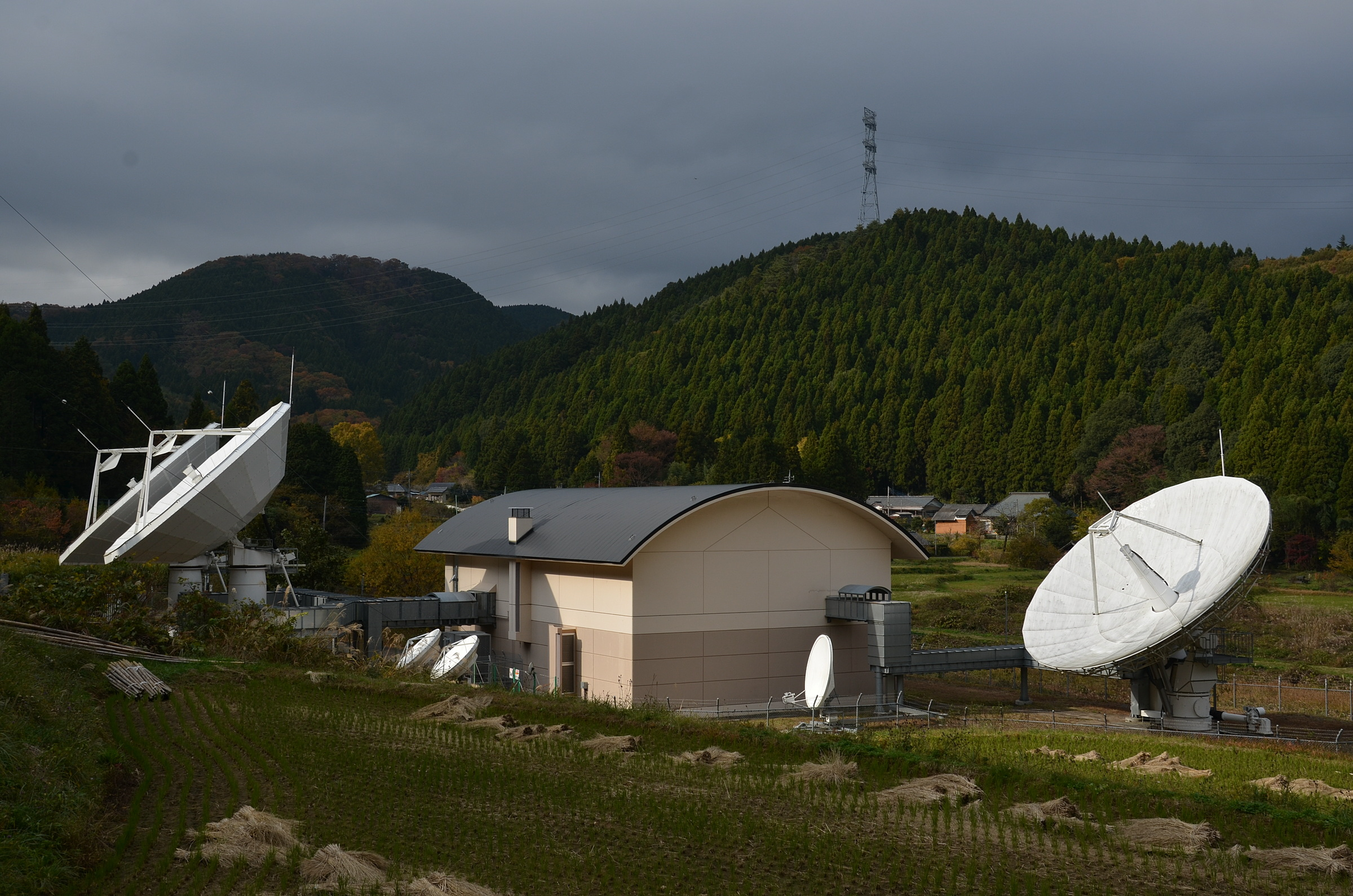
揚枝方（ようじかた）衛星通信所

## ワイドスター デュオ
サービスを開始した当初の初代のワイドスター向けの端末であり、可搬型と自動車や船舶向けの据え付けタイプおよび公衆電話型が存在した。当時のモデルの仕様と料金体系を下記に示す。サービス自体は2014年（平成26年）3月に終了し、ワイドスターIIに移行しており、現在は契約できない。

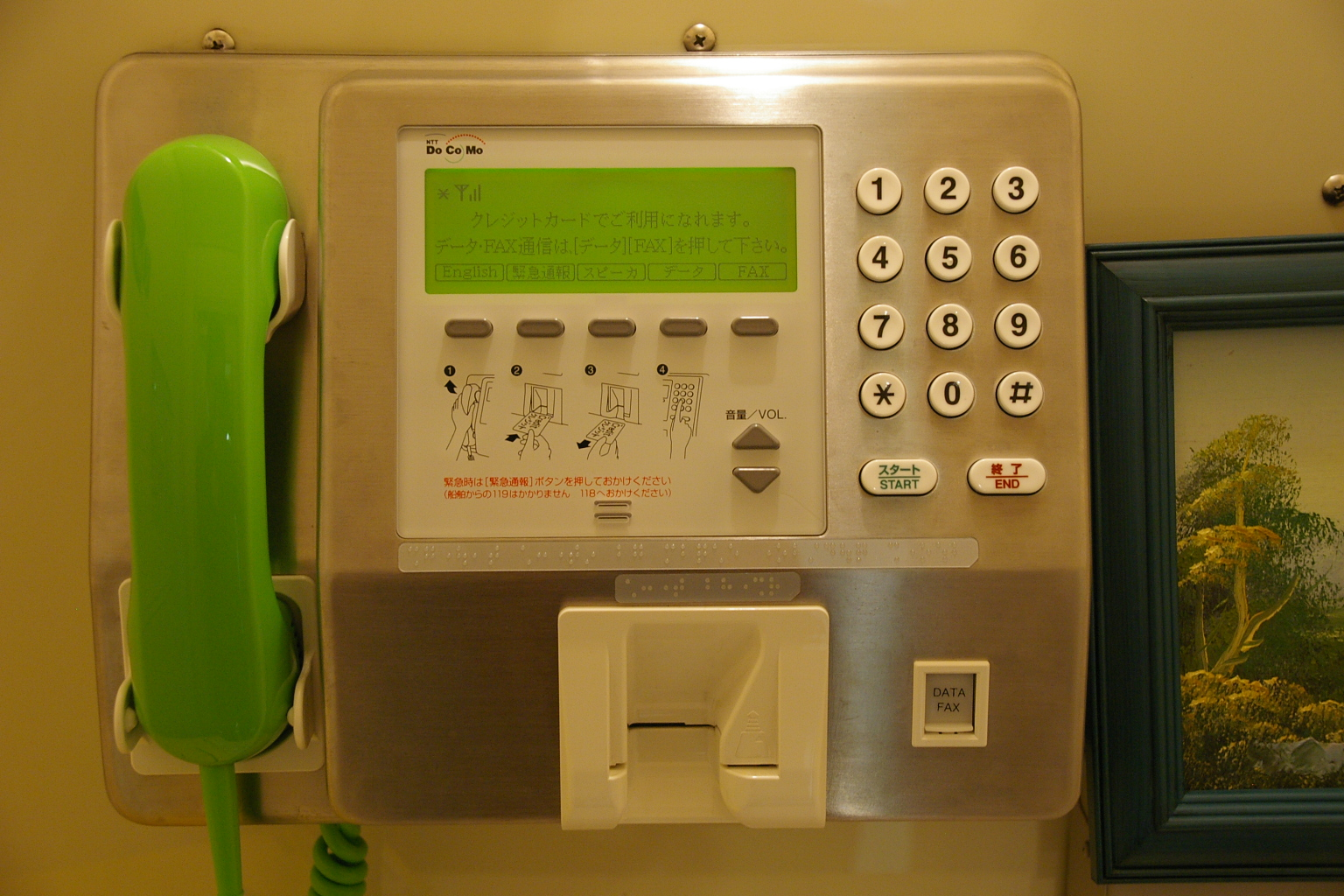
ワイドスタークレジットカードホンA81

### 通信仕様
- ARIB STD-T49 Sバンドを用いる国内移動衛星通信システム標準規格準拠
- 衛星パケット方式データ通信（下り最大64kbps・上り最大4.8kbps）
- 衛星回線交換方式データ通信（下り上り共に4.8kbps）
- 音声通話・データ通信（上記、回線交換とパケットともに）の可能な衛星電話端末。
- 無線パケット通信を利用した船舶などの移動体の位置通報システム

### 端末仕様
三菱電機製。可搬型、車載型、船舶型、屋内設置型の4形態
ワイドスターデュオ可搬型（サテライトポータブルホン）
（ワイドスター デュオ 可搬型）
持ち運びができるタイプで、指向性の小型アンテナと無線機が一体化している。アンテナの角度を45度に立て、南の方向に向け、ハンドセットを使って通話をする。衛星モデムをつかいFAX通信や、データ通信を行うことも可能。南側に窓のない屋内では利用できないため、屋内で使うためには、外部アンテナを設置する必要がある。
ワイドスターデュオ車載型（サテライトカーホン）
自動車用衛星携帯電話。自動車の屋根に小型の円形の車載アンテナ（直径260mm×高さ47mm）を装備する。アンテナは自動追尾型となっており、常に南方のN-Starの電波を追尾する。ワイドスターデュオを専用の車載ドッキングベースと接続し、利用する。
ワイドスターデュオ船舶型（サテライトマリンホン）
車載型と同様に、車載型よりも大きめな円形の衛星自動追尾型のアンテナ（直径220mm×高さ200mm）を搭載している。船舶型は塩害対策として、アンテナだけでなく、ケーブルも車載型や、屋内設置型よりも太くなっている。
GMDSS対応船舶端末

### 屋内設置での利用
- ワイドスターデュオは、基本的に南方45度角の空が見えない屋内などでは利用できないが、屋外設置アンテナをつかうことにより、屋内でも利用することができる。屋外設置アンテナを南方の空が見える場所に置き、ワイドスターデュオまで、ケーブルで接続する。更に、アナログ変換機（要はモデム）を利用して、ワイドスターデュオを、PBXや固定電話に接続し、緊急時に切り替えて利用することができる。
- 屋外設置アンテナを使わなくても、南の窓際にワイドスターを置き、そこから社内の固定電話にモジュラーケーブルを使って、固定電話につなぐことによっても、屋内で衛星通信が利用できる。

パターン1
通常の携帯電話や、固定電話の届かない山小屋やダムの建設現場で利用されている。
パターン2
災害対策用として、消防、自治体、企業などに設置されている。

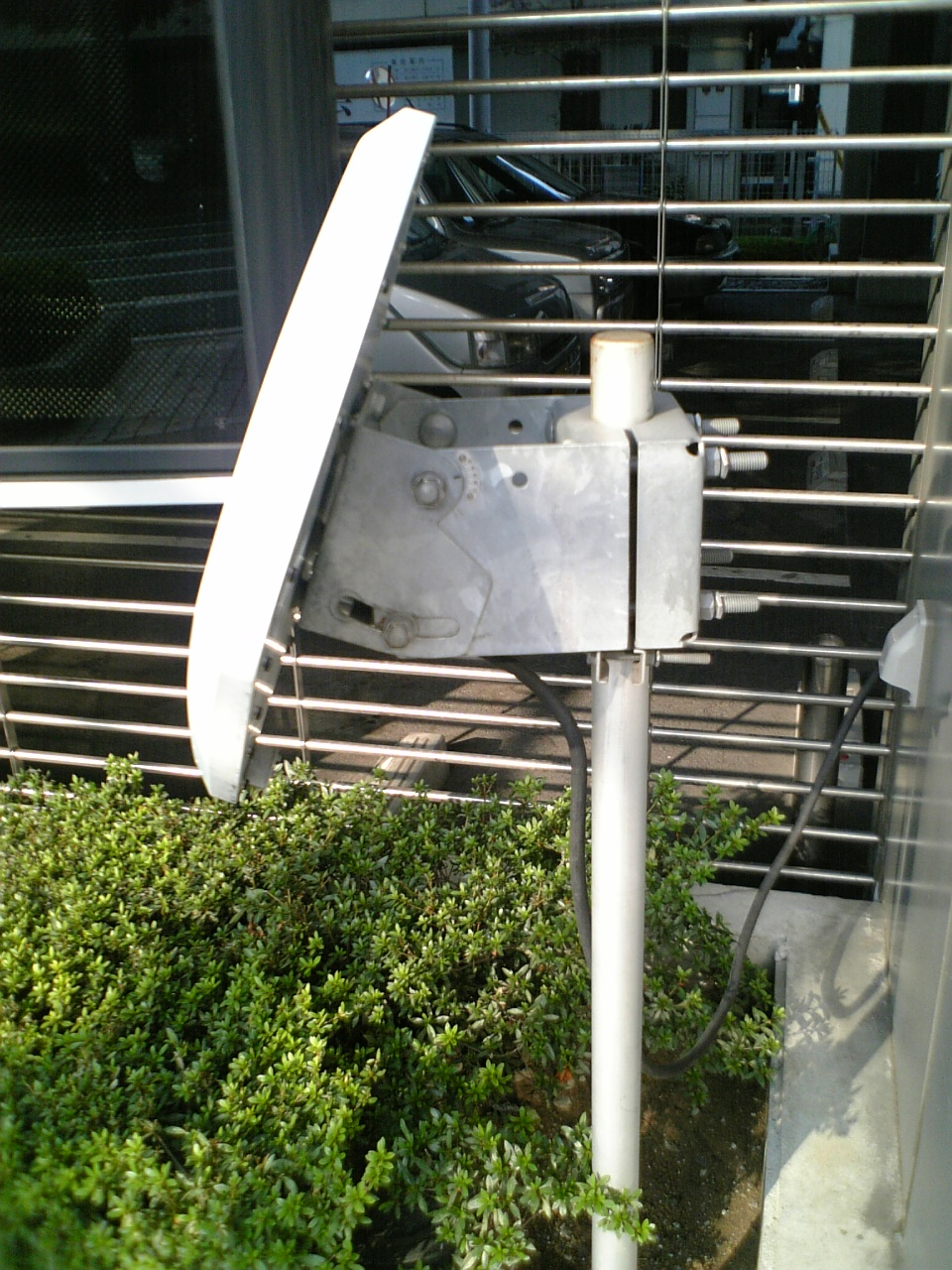
衛星屋外設置アンテナ01（側面）
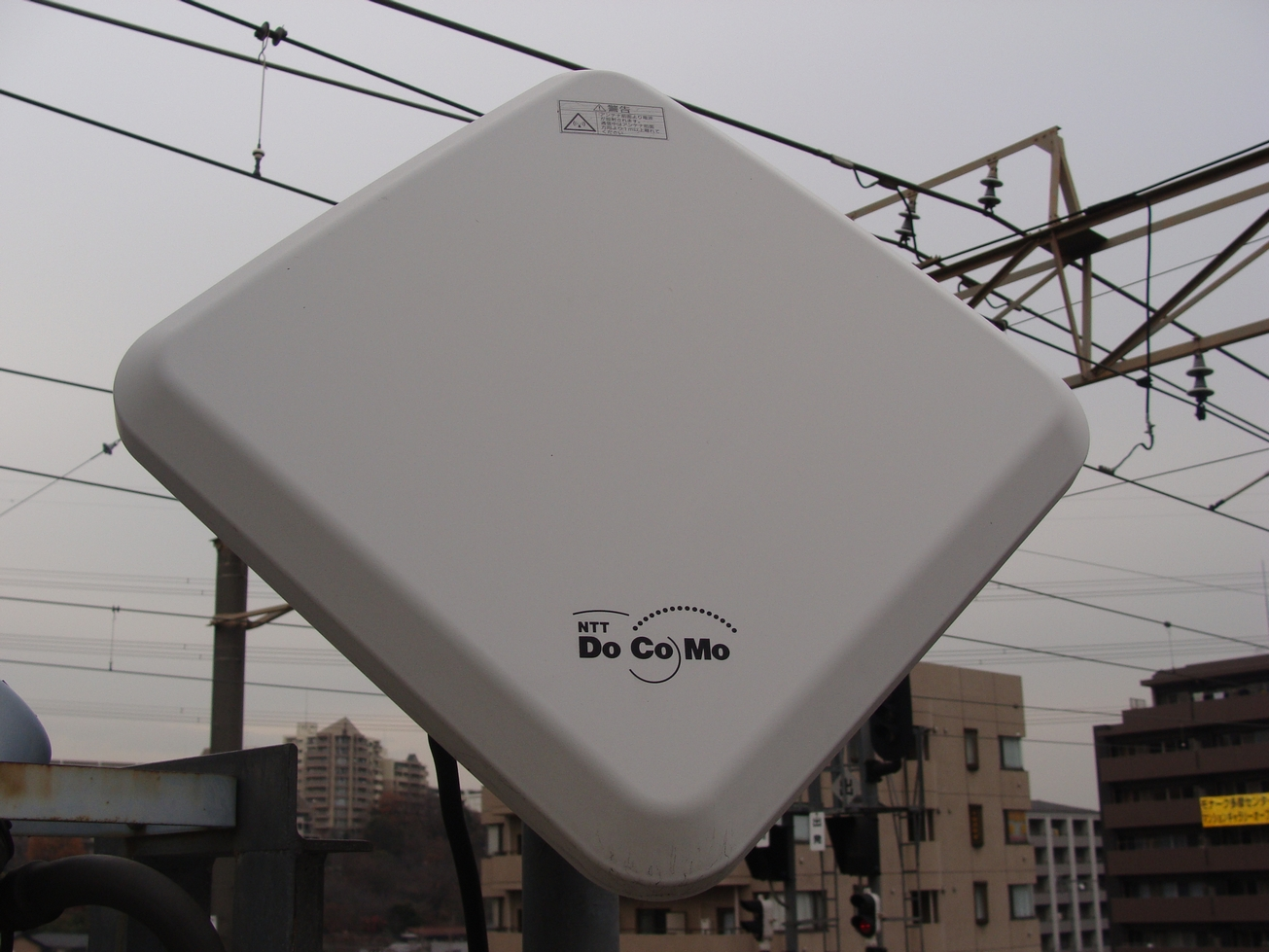
衛星屋外設置アンテナ01（正面）
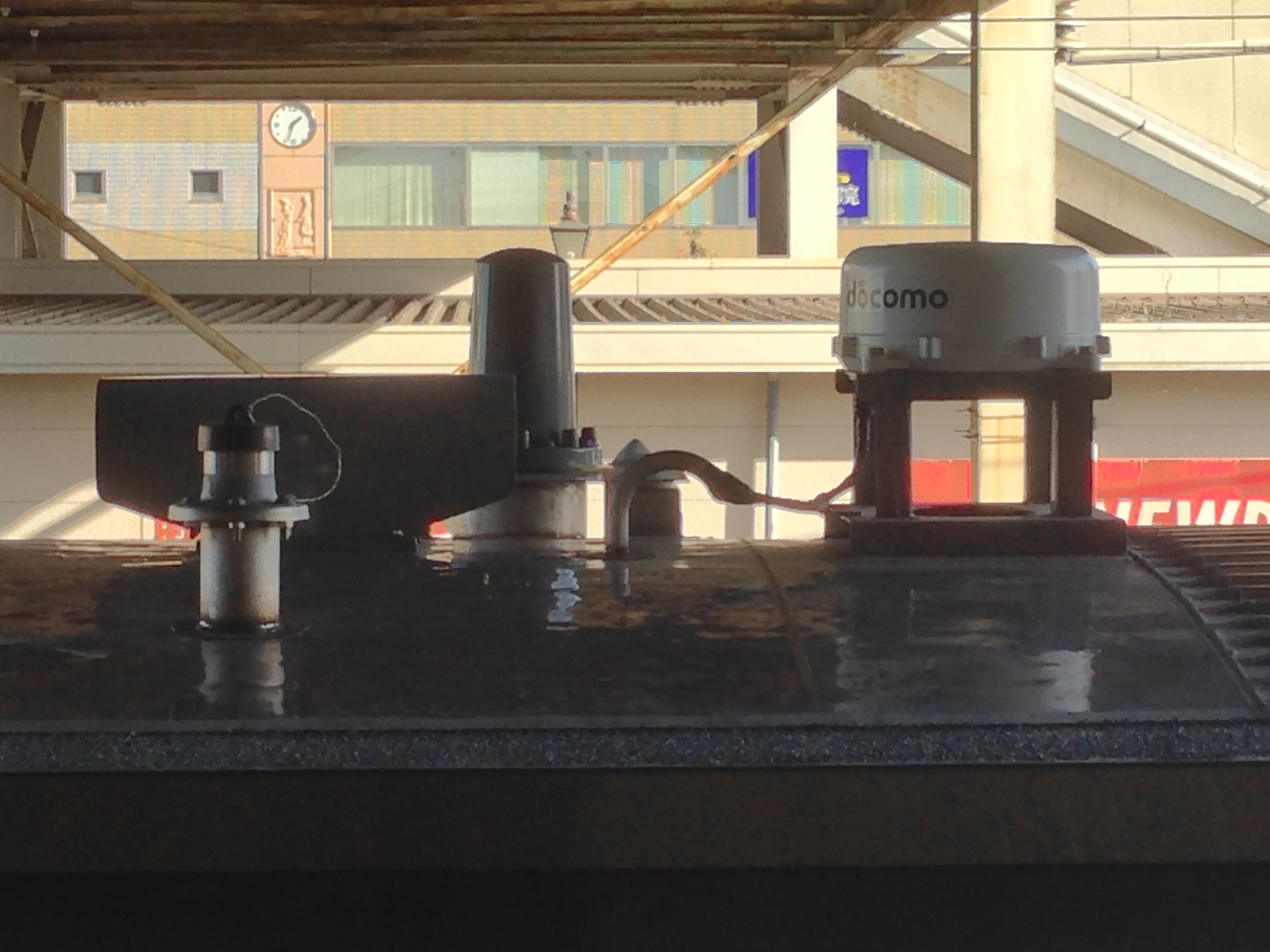
衛星船舶車載アンテナ01（写真右側）

### その他の利用形態
- 公衆電話型
ワイドスタークレジットカードホンA81
専用のファクシミリなども接続可能な、公衆電話形態の端末。硬貨や磁気式テレホンカードには対応しておらず、クレジットカードでのみ利用が可能である。ワイドスターデュオと接続して利用する。アンリツ製。従来のワイドスターの終了に先立ち、2013年（平成25年）3月29日サービス終了。
DUPLE STAR（デュプレスター）
WIDE STARとPASSAGE DUPLEをあわせたもの。
ワイドスターデュオと小型SIPサーバと、無線LAN対応の携帯電話（N906iL等）を組み合わせたもの。ワイドスターを親機にして、無線LAN対応の携帯電話を子機として利用するもの。山間部の建設現場事務所の内線としての利用が可能になる。

### インタフェース
すべての端末にアナログ・デジタル自動車電話と同等の10芯インタフェースが実装されている。電気的仕様等詳細については、#外部リンクの「技術参考資料」を参照のこと。

### 料金体系
下記料金はすべて税込。

#### 衛星電話サービス
| プラン  | 基本使用料 | 備考                       |
| ------- | ---------- | -------------------------- |
| プランA | 15,750円   | 通話が多い人用             |
| プランE | 5,145円    | 待受けが多い人、災害対策用 |

| 10.5円（プランA）または21円（プランE）でかけられる秒数 | 10.5円（プランA）または21円（プランE）でかけられる秒数 | 10.5円（プランA）または21円（プランE）でかけられる秒数 | 10.5円（プランA）または21円（プランE）でかけられる秒数 | 10.5円（プランA）または21円（プランE）でかけられる秒数 | 10.5円（プランA）または21円（プランE）でかけられる秒数 | 10.5円（プランA）または21円（プランE）でかけられる秒数 |
| 着信先                                                 | 平日                                                   | 平日                                                   | 平日                                                   | 土日祝日                                               | 土日祝日                                               | 土日祝日                                               |
| ------------------------------------------------------ | ------------------------------------------------------ | ------------------------------------------------------ | ------------------------------------------------------ | ------------------------------------------------------ | ------------------------------------------------------ | ------------------------------------------------------ |
| 着信先                                                 | 昼間 8時 - 19時                                        | 夜間 19時 - 23時                                       | 深夜 23時 - 8時                                        | 昼間 8時 - 19時                                        | 夜間 19時 - 23時                                       | 深夜 23時 - 8時                                        |
| 携帯電話、固定電話、ワイドスター                       | 6.5秒                                                  | 12.0秒                                                 | 15.5秒                                                 | 12.0秒                                                 | 12.0秒                                                 | 15.5秒                                                 |
| PHS                                                    | 5.0秒                                                  | 9.5秒                                                  | 10.0秒                                                 | 9.5秒                                                  | 9.5秒                                                  | 10.0秒                                                 |
| IP電話                                                 | 6.5秒                                                  | 12.0秒                                                 | 15.5秒                                                 | 12.0秒                                                 | 12.0秒                                                 | 12.0秒                                                 |

| 10.5円でかけられる秒数 | 10.5円でかけられる秒数 | 10.5円でかけられる秒数 | 10.5円でかけられる秒数 | 10.5円でかけられる秒数 | 10.5円でかけられる秒数 |
| 平日                   | 平日                   | 平日                   | 土日祝日               | 土日祝日               | 土日祝日               |
| ---------------------- | ---------------------- | ---------------------- | ---------------------- | ---------------------- | ---------------------- |
| 昼間 8時 - 19時        | 夜間 19時 - 23時       | 深夜 23時 - 8時        | 昼間 8時 - 19時        | 夜間 19時 - 23時       | 深夜 23時 - 8時        |
| 10.0秒                 | 17.0秒                 | 25.0秒                 | 17.0秒                 | 17.0秒                 | 25.0秒                 |

#### 衛星パケットサービス
| プラン                      | 基本料金 | 無料パケット    | 超過分のパケット通信料           | 超過分のパケット通信料   |
| --------------------------- | -------- | --------------- | -------------------------------- | ------------------------ |
| プランA（ベーシックプラン） | 5,145円  | 2,000パケット   | 0.42円                           |                          |
| プランB（フラットプラン）   | 26,250円 | 110,000パケット | 0.63円 110,001 - 200,000パケット | 0.42円 200,001パケット - |

| プラン                      | 基本料金 | 無料パケット    | 超過分のパケット通信料           | 超過分のパケット通信料   |
| --------------------------- | -------- | --------------- | -------------------------------- | ------------------------ |
| プランA（ベーシックプラン） | 525円    | 2,000パケット   | 0.42円                           |                          |
| プランB（フラットプラン）   | 21,630円 | 110,000パケット | 0.63円 110,001 - 200,000パケット | 0.42円 200,001パケット - |

### 対応割引サービス
- ボリュームディスカウント（通話料 5 - 20%引き）
- ゆうゆうコール（通話料 30 - 10%引き）

## ワイドスターII

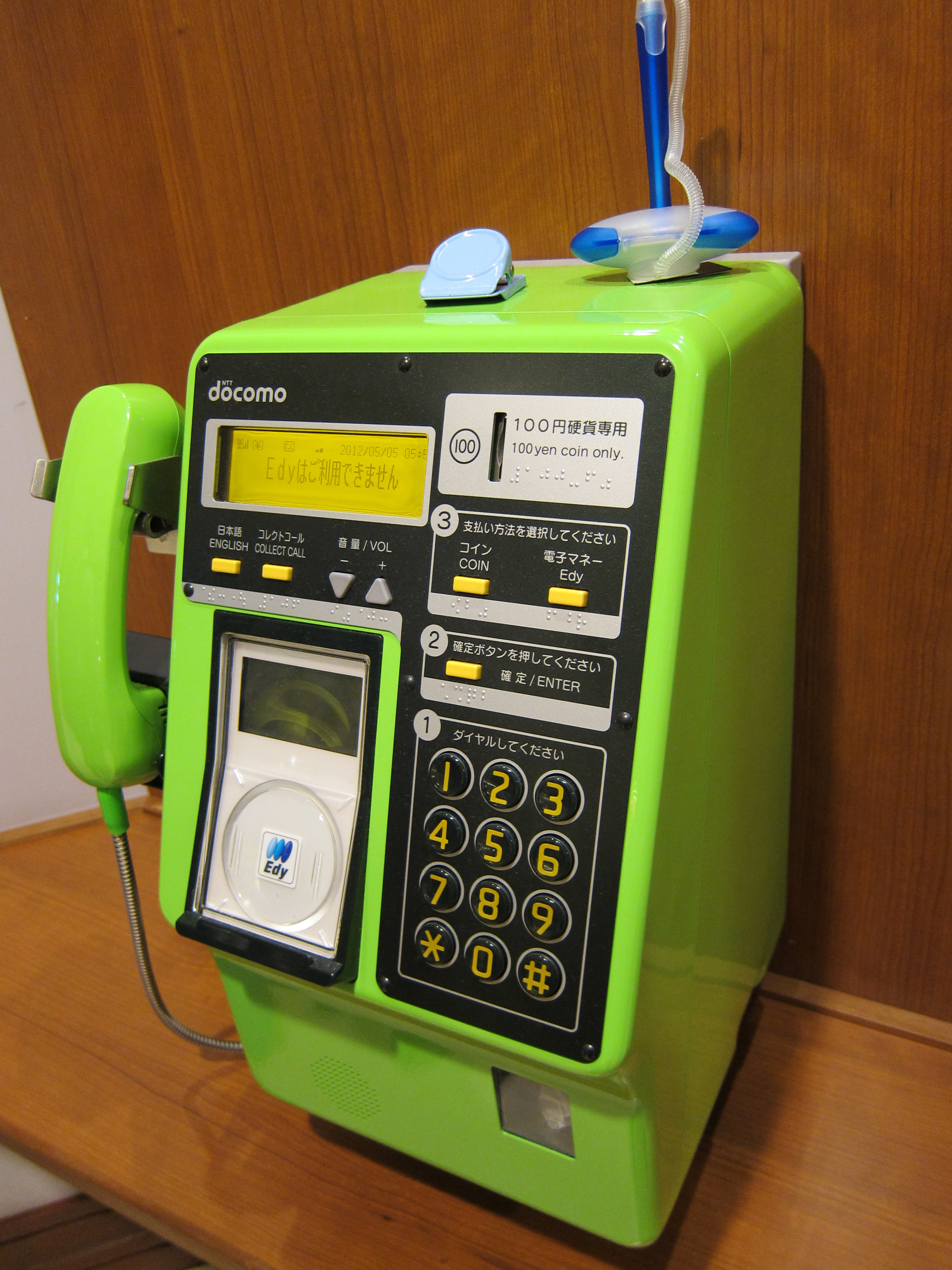
ワイドスターII簡易公衆電話

2010年（平成22年）4月12日より、新たな衛星電話サービス「ワイドスターII」の提供が開始された。
ワイドスターIIでは現行のワイドスターでは最大64Kbpsであったパケット通信速度を下り最大384Kbps上り最大144kbpsに高速化している。また64Kbpsの帯域保証タイプや帯域占有サービス、FAXゲートウェイサービス ダイレクトコネクトサービスなどを提供している。
パケット通信単価は従来の1/4以下となった。音声用のCODECはIP電話などで利用されているG.729aを採用、従来PDCのハーフレート相当だったワイドスターよりも音質は改善している。
その他の機能として最大200ユーザに対して、音声・FAX・電子メールにて一斉同報なども対応している。
ワイドスターIIのサービス開始に伴い、新端末である衛星可搬端末01や衛星船舶・車載端末 01、モバイルWi-Fiルーターの販売が開始された。
それに伴い2000年（平成12年）3月より提供されていた、ワイドスター向けの最大64kbpsの無線パケット通信サービス「衛星パケットサービス」は、2012年（平成24年）3月31日で終了した。
ワイドスター公衆電話の後継として、ワイドスターII簡易公衆電話サービスの提供も2011年（平成23年）6月1日より開始されている（月額14,500円税抜 レンタル料込み）。この簡易公衆電話機では電子マネーであるEdyまたは100円硬貨のみが使用できるが、edyが使えないものがある。また、本公衆電話はコレクトコールを使えることができたが、その機能は2015年（平成27年）7月31日をもってサービスが終了した為、使用できない。
2020年（令和2年）10月1日に64kb/sデータ通信モードの提供が終了した。
通信衛星にあるソーラーパネルの発電電力が低下することによる、サービスの中断の可能性が2022年（令和4年）10月に発表された。
2024年（令和6年）10月、2025年（令和7年）3月31日で新規申し込みを終了し、2028年（令和10年）3月31日でサービスの提供を終了する事を発表した。

### ワイドスターII料金体系

#### 料金プラン
| プラン         | 基本使用料 | 無料通信料 | 通話料       | データ通信料                                  |
| -------------- | ---------- | ---------- | ------------ | --------------------------------------------- |
| タイプM        | 5,145円    | 1,050円    | 94.5円/30秒  | 0.105円/1パケット 64kデータ通信 393.75円/30秒 |
| タイプL        | 15,750円   | 2,100円    | 47.25円/30秒 | 0.105円/1パケット 64kデータ通信 393.75円/30秒 |
| タイプリミット | 16,275円   | 2,100円    | 47.25円/30秒 | 0.105円/1パケット 64kデータ通信 393.75円/30秒 |

#### パケット割引
| パケット数                  | 通信料金                            |
| --------------------------- | ----------------------------------- |
| 12.5万パケット以下          | 月額10,500円                        |
| 12.5万超 - 80万パケット以下 | 月額10,500円+1パケットあたり0.084円 |
| 80万超 - 100万パケット以下  | 月額67,200円                        |
| 100万パケット超             | 月額67,200円+1パケットあたり0.084円 |

## ワイドスターIII
新たな通信衛星を活用し、2023年（令和5年）10月11日からサービスを開始した。

## ワイドスターネットワークサービス
- パケット気象情報サービス（実況天気図や、沿岸波浪予想図等無料で検索ができるサービス）
- 留守番電話
- 転送電話
- キャッチホン
- 英語ガイダンス
- 三者通話サービス
- 料金明細サービス
- クイックナンバー
- WORLD CALL（国際電話）
- 衛星同報通信サービス（2種「衛星船舶電話のみ」）
- 度数表示サービス（2種「衛星船舶電話のみ」）
- ドライブモード
- dポイントクラブ
- 衛星船舶電話（2種契約）のみが利用可能
  - 100番（交換手扱い通話）
  - 106番（コレクトコール）
  - 115番（電報）